# Linda Stahl
Linda Stahl (2 d'octubre de 1985 a Steinheim) és una llançadora de javelina alemanya.
El seu millor tir personal és 66,81 metres, aconseguit el 29 de juliol de 2010 al Campionat Europeu d'Atletisme a Barcelona, Espanya, on va guanyar l'or.
Va créixer a Blomberg, i estudia Medicina a la Universitat de Colònia. Ella representa el club esportiu TSV Bayer 04 Leverkusen, després d'haver canviat el club en 2003 de LG Lippe-Süd, i va ser entrenada amb Steffi Nerius sota l'entrenador Helge Zöllkau.